# 이수나
이수나(李水那, 1942년 7월 25일 ~ )는 대한민국의 성우 출신 배우이다.

## 이력
1942년 7월 25일에 태어났고 1964년 연극배우로 데뷔하였으며 이듬해 1965년 MBC 문화방송 2기 공채 성우로 데뷔한 그녀는 1980년 MBC 탤런트 특채로 정식 데뷔하였다. 1980년 ~ 2002년 농촌드라마 《전원일기》에서 부녀회장 역과 2006년 ~ 2007년 시트콤 《거침없이 하이킥》에서 개성댁 역으로 잘 알려져 있다. 2016년 5월 4일, 뇌졸중으로 갑자기 쓰러져 중환자실에 입원 중이며, 의식불명 상태였다가 현재는 호전됐지만 근황은 알려지지 않고 있다. 이후 패션디자이너 겸 영화배우 故 하용수가 그녀를 5개월 전에 만났다는 사연도 있지만, 정확한 근황은 알려지지 않은 상태다.

## 학력
- 고려대학교 법학과 학사

## 출연작

### 영화
- 2004년 《투 가이즈》 - 쟁반 아줌마 역
- 2007년 《챔피언 마빡이》 - 정 회장 역
- 2007년 《별빛 속으로》 - 어머니 역
- 2007년 《두 얼굴의 여친》 - 떡 아줌마 역
- 2012년 《철가방 우수氏》 - 금단 역
- 2014년 《상의원》 - 편전 상궁 역

### 드라마
- 1971년 ~ 1989년 MBC 주간수사극 《수사반장》 - 대성여인숙 주인장 역 (1977년 300회 방송분 출연)
- 1975년 MBC 일일연속극 《안녕》
- 1978년 MBC 어린이연속극 《X 수색대》 - 점성사 역
- 1979년 MBC 어린이연속극 《거인의 숲》
- 1979년 MBC 일일연속사극 《안국동 아씨》
- 1980년 ~ 2002년 MBC 농촌드라마 《전원일기》 - 종기네 역
- 1981년 MBC 일일연속극 《나리집》
- 1981년 ~ 1982년 《장희빈》 - 취선당 천 상궁 역
- 1981년 ~ 1982년 MBC 정치드라마 《제1공화국》 - 허정숙 역
- 1988년 ~ 1989년 MBC 대하드라마 《조선왕조 오백년 - 한중록》 - 상궁 역
- 1989년 KBS 미니시리즈 《왕룽일가》 - 춘천댁 역
- 1989년 MBC 어린이드라마 《스타 탄생》
- 1990년 MBC 대하드라마 《조선왕조 오백년 - 대원군》 - 신정왕후 처소 상궁나인 역
- 1993년 MBC 미니시리즈 《파일럿》 - 강릉댁 역
- 1995년 SBS 월화드라마 《장희빈》 - 상궁 역
- 1995년 SBS 주말극장 《옥이 이모》 - 미순 모 역
- 2000년 ~ 2001년 MBC 월요시트콤 《세 친구》 - 안연홍 모 이수나 역
- 2004년 ~ 2005년 MBC 일요아침드라마 《단팥빵》 - 이수나 역 (특별출연)
- 2005년 MBC 주간시트콤 《안녕, 프란체스카》 - 이수나 역
- 2006년 MBC 미니시리즈《환상의 커플》 - 목욕탕 주인 역 (특별출연)
- 2006년 ~ 2007년 MBC 일일시트콤 《거침없이 하이킥!》 - 개성댁 역
- 2008년 SBS 월화드라마 《사랑해》 - 명자 & 영희 자매의 어머니 역
- 2008년 ~ 2009년 MBC 일일시트콤 《그분이 오신다》 - 윤민의 엄마 역
- 2016년 KBS 1TV 다문화 특집 드라마 《반짝반짝 작은 별》 - 우정출연 역

### 연극
- 2011년 ~ 2012년 《친정엄마》 - 서울댁 역

### TV 프로그램
- 2013년 ~ 2014년 JTBC 《고부스캔들》 (2013년 방송분에만 출연)

### 광고
- 1988년 종근당 펜잘 (feat 전세영 박찬환)